# Kyūshū K11W
Il Kyūshū K11W Shiragiku (白菊 crisantemo bianco), indicato anche come "velivolo da addestramento per operazioni a bordo" (機上作業練習機), era un monomotore da addestramento ad ala media prodotto dall'azienda giapponese Kyūshū Hikōki KK negli anni quaranta ed utilizzato dalla Dai-Nippon Teikoku Kaigun Kōkū Hombu, la componente aerea della Marina imperiale giapponese, durante la seconda guerra mondiale.
Il compito primario assegnato allo Shiragiku era la formazione delle tecniche di navigazione degli equipaggi destinati ai bombardieri che operavano da basi a terra, più precisamente per l'addestramento di puntatori, navigatori ed addetti alle comunicazioni. Oltre a questo vennero realizzate la versione da pattugliamento marittimo antisom e da trasporto. Verso la fine del conflitto venne riadattato per compiere attacchi kamikaze.

## Storia del progetto
Nei primi anni quaranta la Marina imperiale giapponese aveva l'esigenza di dotarsi di un nuovo velivolo da addestramento avanzato che potesse sostituire l'oramai superato Mitsubishi K3M. La specifica emessa prevedeva che il nuovo modello dovesse essere equipaggiato con la serie di postazioni che l'equipaggio avrebbe ritrovato nei bombardieri operativi al fine di formarli senza dover ricorrere all'uso di modelli più proficuamente impiegati nel combattimento. Nel 1941 l'ufficio di progettazione della Watanabe Tekkōsho KK iniziò a sviluppare un proprio disegno, un monomotore ad ala media dall'aspetto convenzionale caratterizzato dall'adozione di un lungo abitacolo chiuso da un tettuccio, il quale si concretizzò nel prototipo portato in volo per la prima volta nel novembre 1942. La bontà del progetto si rivelò nel brevissimo tempo occorso per la valutazione delle caratteristiche in volo tanto che il modello, al quale venne assegnata la designazione "velivolo da addestramento per operazioni a bordo" (機上作業練習機) o K11W (ovvero l'undicesimo aereo da addestramento entrato in servizio in quel ruolo, prodotto dalla Watanabe), venne giudicato già pronto per la produzione in serie.
Intanto, a seguito della riorganizzazione delle aziende ad indirizzo bellico giapponesi, la Watanabe venne trasformata nella Kyūshū Hikōki KK prima della fine dello stesso anno per cui questo ed i modelli successivi, pur mantenendo la desinenza W, assunsero la designazione della nuova realtà aziendale.
Il modello, pur essendo stato sviluppato nel corso della seconda guerra mondiale, non ottenne mai un nome in codice alleato in quanto, non essendo assegnato a compiti operativi di prima linea, venne osservato direttamente in combattimento solo nelle fasi finali del conflitto quando, analogamente ad altri modelli, venne impiegato come ultima risorsa negli attacchi kamikaze.
Lo Shiragiku, oltre che nella sua versione principale (K11W1), venne realizzato anche in una versione destinata al pattugliamento dei tratti di mare costieri alla ricerca di possibili attacchi di sommergibili nemici. Questa, designata K11W2, pur ricalcando l'aspetto della versione principale, venne realizzata totalmente in materiali non strategici data la priorità assegnata ai velivoli da combattimento che dovevano fronteggiare la controffensiva alleata. Ne fu proposta anche una variante appositamente studiata per il pattugliamento marittimo, la Q3W1 Nankai (Mare del Sud), ma lo sviluppo non riuscì a produrre nemmeno un prototipo. La produzione terminò nell'agosto del 1945

## Tecnica
Il K11W era un velivolo dall'aspetto convenzionale realizzato, nella sua versione principale, interamente in metallo; monomotore, monoplano ad ala media e carrello fisso.
La fusoliera, a sezione rettangolare, era di ampie dimensioni, accessibile dall'equipaggio tramite un portello d'accesso situato sul lato sinistro, e consentiva ai 5 membri di posizionarsi presso le proprie postazioni operative. Superiormente presentava un abitacolo biposto in tandem, l'anteriore destinato al pilota ed il posteriore per l'operatore radio e mitragliere di coda, chiuso da un lungo tettuccio vetrato che permetteva un'apertura a scorrimento, necessaria nella postazione posteriore per utilizzare la mitragliatrice Type 92 montata su supporto brandeggiabile. Inferiormente trovavano posto l'istruttore, il puntatore ed il navigatore i quali avevano a disposizione apposite finestrature rettangolari poste ai lati della fusoliera atte a facilitare la localizzazione dell'obbiettivo. Posteriormente terminava in un impennaggio tradizionale monoderiva con piani orizzontali a sbalzo.
La configurazione alare era monoplana, con le semiali, a pianta triangolare raccordate alle estremità, montate a sbalzo. Il bordo d'attacco risultava a freccia mentre il bordo d'uscita, perpendicolare alla fusoliera, era interamente costituito dalle superfici di controllo.
Sulla superficie inferiore delle semiali erano presenti gli elementi anteriori del carrello d'atterraggio, un semplice biciclo ammortizzato costituito da una lunga asta telescopica per lato, integrato posteriormente da un ruotino d'appoggio retrattile posizionato sotto la coda.
La propulsione era affidata ad un motore Hitachi Amakaze, un radiale a 9 cilindri posti su un'unica stella in grado di erogare una potenza pari a 515 hp (384 kW), posizionato all'estremità anteriore della fusoliera e racchiuso da una cappottatura integrale.

## Impiego operativo

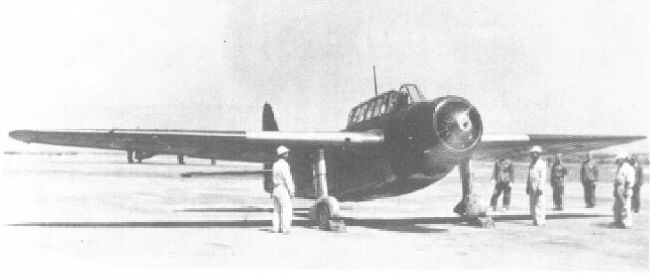
Un K11W Shiragiku viene sottoposto ai controlli prima del suo decollo.

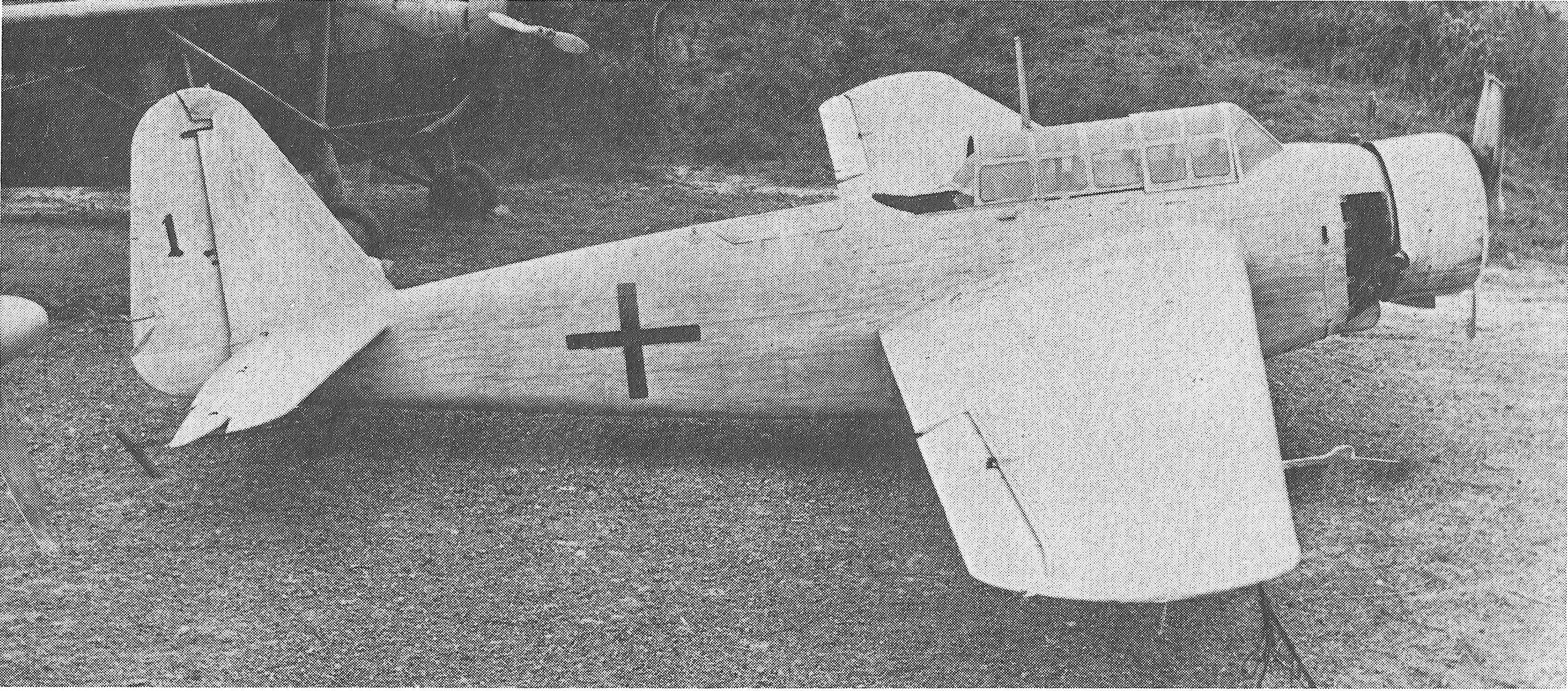
Un K11W Shiragiku catturato e ridipinto con croci verdi su campo bianco applicati sugli originali dischi rossi adottati dai velivoli giapponesi.

### Addestramento
I primi esemplari cominciarono ad essere consegnati ai reparti di addestramento della marina nell'estate 1943. L'equipaggio, composto da 5 membri, trovava posto nell'ampia fusoliera, il pilota ed il mitragliere sulla parte superiore, quest'ultimo anche con mansioni di operatore radio, mentre il puntatore, il navigatore e l'istruttore erano alloggiati nella parte inferiore. L'equipaggiamento prevedeva una mitragliatrice Type 92 calibro 7,7 mm brandeggiabile per l'esercitazione al tiro, bombe da 30 kg per l'esercitazione al bombardamento ed apparecchiature radio e di rilevazione con cui erano equipaggiati i bombardieri sui quali l'equipaggio sarebbe stato assegnato a fine corso.

### Altri ruoli
Oltre alla K11W1, venne sviluppata una versione destinata alla ricerca, individuazione e attacco dei sommergibili nemici che assunse la designazione K11W2. Prodotta in numero limitato venne anche utilizzata, grazie alla sua capacità interna, come aereo da trasporto. La principale differenza con la versione di partenza era che il K11W2 era realizzato con struttura in legno, al contrario del K11W1 che era, tranne le superfici di controllo ricoperte di tela, interamente di costruzione metallica. La versione generò poi un progetto, mai arrivato alla produzione, di una variante appositamente studiata per il pattugliamento marittimo a lungo raggio.

### Attacchi kamikaze
Analogamente a molti altri velivoli alla fine della loro carriera operativa, nella fase finale della Guerra del Pacifico quando oramai l'avanzata alleata minacciava direttamente i territori continentali del Giappone, come ultima risorsa nel sopperire la perdita di piloti addestrati ad operazione aeronavali, i K11W furono utilizzati in attacchi kamikaze. Gli esemplari, normalmente quelli più in cattive condizioni, vennero modificati equipaggiandoli con una bomba da 250 kg ed introducendo un nuovo serbatoio di combustibile da quasi 700 L, in sostituzione di quello da 480 l normalmente utilizzato, posizionato nella postazione posteriore privata del posto del mitragliere per poter raggiungere l'autonomia necessaria. Il pilota avrebbe azionato il dispositivo di rilascio della spoletta, posizionato sul cruscotto del posto di pilotaggio, solo prima dell'impatto per evitare potesse esplodere inavvertitamente durante l'avvicinamento all'obbiettivo. Con queste modifiche infatti la massa complessiva del velivolo risultava ben superiore a quella della versione da addestramento creando molte difficoltà al proprio pilota già in fase di decollo.
Impiegati per la prima volta nel 1945 verso obbiettivi navali durante la Battaglia di Okinawa, riuscirono a procurare notevoli danni alle strutture delle unità colpite.

## Versioni
K11W1
versione principale destinata all'addestramento degli equipaggi destinati ai bombardieri, realizzata interamente in metallo tranne le superfici di controllo ricoperte di compensato.
K11W2
versione antisommergibile e da trasporto, realizzata totalmente in legno.
Q3W1 Nankai
versione da pattugliamento marittimo antisommergibile rimasta allo stadio progettuale.

## Utilizzatori
Giappone
- Dai-Nippon Teikoku Kaigun Kōkū Hombu